# جيمس روس
جيمس روس هو سياسي كندي، ولد في 14 أغسطس 1851 في تورونتو في كندا، وتوفي في 21 يوليو 1936. انتخب مجلس بلدي ‏ Edmonton City Council ‏ (2 يناير 1894 – 14 يناير 1895).